# Кротов, Иван Михайлович
Иван Михайлович Кротов (1920—1998) — работник железнодорожного транспорта. Герой Социалистического Труда (1959). Почётный железнодорожник. Почётный гражданин города Серова (1980).

## Биография
Родился 20 августа 1920 года в деревне Большая Мостовая Верхотурского уезда Екатеринбургской губернии РСФСР (ныне деревня городского округа Верхотурский Свердловской области Российской Федерации) в крестьянской семье. Русский. Окончил семь классов Верхотурской неполной средней школы в 1937 году.  Трудовую деятельность начал списчиком вагонов на железнодорожной станции Верхотурье Свердловской железной дороги. С первых дней работы Иван Михайлович включился в стахановское движение. За девять месяцев он освоил ещё две смежные профессии – технического конторщика и оператора.  Молодого и перспективного работника вскоре направили в Нижний Тагил на четырёхмесячные курсы дежурных по станции. По их окончании в 1938 году И. М. Кротов был назначен дежурным по станции Верхотурье. 
Являясь секретарём комсомольской организации станции, Иван Михайлович выступил с инициативой создания единой комсомольско-молодёжной смены. Его инициатива была поддержана руководством, и уже вскоре смена молодых работников станции стала одной из передовых на дороге. Она неоднократно награждалась грамотами и ценными подарками Надеждинского отделения дороги, Свердловской железной дороги и Министерства путей сообщения СССР. 
В 1942 году И. М. Кротов был призван в ряды Рабоче-крестьянской Красной Армии и направлен в Свердловское военное пехотное училище. Но военным Иван Михайлович всё же не стал. Оборонная промышленность СССР испытывала острую нехватку высококвалифицированных специалистов железнодорожного транспорта, и многие призванные в армию железнодорожники  по постановлению Государственного комитета обороны СССР были отозваны с фронтов и военных училищ. После пяти месяцев учёбы в Свердловске И. М. Кротов был направлен в город Серов и назначен на должность поездного диспетчера Надеждинского отделения железной дороги. Проработав в этой должности без малого полгода, Иван Михайлович был направлен на курсы техников при Хабаровском институте железнодорожного транспорта, которые он с отличием окончил в конце 1943 года. В начале 1944 года техник первого класса И. М. Кротов вернулся на должность поездного диспетчера Надеждинского отделения железной дороги, в которой проработал четыре года. За добросовестный труд Иван Михайлович неоднократно поощрялся грамотами, ценными подарками и денежными премиями. В 1948 году как одного из наиболее опытных и грамотных специалистов И. М. Кротова назначили на должность дежурного по Надеждинскому (в последующем — Серовскому) отделению железной дороги.
Должность дежурного по отделению дороги была одной из ключевых должностей в области  грузоперевозок. Она требовала хороших организаторских способностей, большого опыта и знания всех тонкостей работы железнодорожного транспорта. От качества работы дежурного по отделению зависела деятельность большинства промышленных предприятий Северного Урала. Промышленное развитие северных территорий Свердловской области в послевоенное время шло особенно быстрыми темпами: был введён в строй Богословский алюминиевый завод, стремительными темпами росла добыча угля на Карпинском и Волчанском угольных разрезах, увеличивалась добыча бокситов на Североуральском месторождении, резко возросли объёмы производства на предприятиях лесозаготовительной и лесоперерабатывающей отраслей, начиналось строительство новых промышленных объектов, крупнейшими из которых были Серовский завод ферросплавов и Серовская ГРЭС. В условиях постоянно растущего объёма производства предприятия всё чаще начали сталкиваться с несвоевременной подачей порожних вагонов к фронтам погрузки. Чтобы не стать тормозом в развитии региона, железнодорожники должны были искать пути не только экстенсивного, но и интенсивного развития отрасли. Задача по поиску собственных внутренних резервов в Надеждинском отделении Свердловской железной дороги во многом была решена за счёт технологических новшеств, предложенных и внедрённых И. М. Кротовым.
Разработанная Иваном Михайловичем система интенсификации среднесуточного оборота порожних вагонов представляла собой целый комплекс технологических мероприятий, направленных на максимально эффективное использование вагонов и локомотивов. Во-первых, были увеличены тяговые плечи, что значительно увеличило среднесуточный пробег локомотивов и позволило отказаться от предусмотренной прежним регламентом  промежуточной остановки для замены локомотивов и локомотивных бригад. Во-вторых, была введена дифференциация порожних составов по весу и времени хода, что дало возможность оптимизировать график их движения. В-третьих, за счёт рациональной организации формирования и вождения тяжеловесных поездов была значительно увеличена провозная способность Надеждинского отделения дороги. В-четвёртых, пункты подготовки вагонов к перевозке сыпучих грузов были приближены к местам погрузки, что позволило сократить время стоянки поездов под технический осмотр. Кроме того была реорганизована система взаимодействия работников железной дороги с персоналом подъездных путей предприятий, внесены изменения в организацию внутристанционной грузовой работы. В результате внедрения предложенных Кротовым мероприятий погрузка вагонов по Серовскому отделению дороги возросла на 100 вагонов ежесуточно. При этом появилась возможность на одних и тех же вагонах производить по 2-3 грузовые операции в сутки. Среднесуточный пробег локомотивов был увеличен с 458 до 545 километров, а в смены И. М. Кротова этот показатель достигал 630 километров. Вспомогательный пробег локомотивов снизился на 5 километров в сутки. Общая экономия от внедрения мероприятий составила 1 миллион рублей в годовом исчислении. Производственный опыт дежурного по Серовскому отделению дороги И. М. Кротова был проанализирован и обобщён в работе инженера-железнодорожника Д. И. Пивштейна «Полнее использовать резервы производства. (Из опыта работы И. М. Кротова)», которая стала методическим руководством для внедрения аналогичных мероприятий на других отделениях железной дороги. 
За выдающиеся успехи, достигнутые в деле развития железнодорожного транспорта, указом Президиума Верховного Совета СССР от 1 августа 1959 года Кротову Ивану Михайловичу было присвоено звание Героя Социалистического Труда. 
После присвоения высокого звания Иван Михайлович продолжал плодотворно трудиться до 1980 года, проработав в должности дежурного по Надеждинскому (Серовскому) отделению дороги в общей сложности 22 года. К моменту выхода на пенсию  в его трудовую книжку было внесено более 100 записей о различных поощрениях за добросовестный труд. Кроме исполнения производственных обязанностей Иван Михайлович активно участвовал в общественной жизни. Он неоднократно избирался в Серовский городской Совет депутатов трудящихся, был членом Серовского горкома Коммунистической партии Светского Союза, заседателем Народного суда, членом пленума райкома профсоюза работников железнодорожного транспорта. Иван Михайлович любил повторять: «Я солдат Революции. Советская власть вывела меня  люди. Тем, что она дала мне, я обязан поделиться с другими». Умер И. М. Кротов в 1998 году.

## Награды и звания
- Медаль «Серп и Молот» (01.08.1959)
- Орден Ленина (01.08.1959)
- Медаль «За трудовое отличие»
- Медаль «В ознаменование 100-летия со дня рождения Владимира Ильича Ленина»
- Почётный железнодорожник
- Почётный гражданин города Серова (1980)